# Autoroute A701 (France)
L'autoroute A 701 était une autoroute française située sur le territoire de la commune de Saran dans le département du Loiret et la région Centre-Val de Loire. En 2006, elle a été reclassée en route départementale.

## Présentation
La voie rapide relie le nord de l'agglomération orléanaise à l'autoroute A 10 via la route départementale 2020 (ancienne RN 20) et la tangentielle d'Orléans.
L'autoroute, longue de 2,780 km, a été reclassée en 2006 en route départementale 2701 par le décret du 4 juillet 2006.
La vitesse maximale autorisée y est de 90 km/h.
Sorties
- Échangeur entre autoroute A10 et RD 2701
- 01 (Saran) : ville desservie Saran, Ormes (pôle 45), Ingré par Ormes-centre (RD 2157)
- 02 RD 520 Orléans centre par rocade, Saint-Jean-de-la-Ruelle, Ingré (RD 602)
- Échangeur entre Tangentielle d'Orléans (RD 520) et RD 2701 : ville desservie Saran, Fleury-les-Aubrais
- Échangeur entre RD 2020 et RD 2701 : ville desservie Orléans, Fleury-les-Aubrais, centre commercial Cap Saran